# Totnes Castle
Totnes Castle är ett slott i Storbritannien.   Det ligger i grevskapet Devon och riksdelen England, i den södra delen av landet, 280 km väster om huvudstaden London. Totnes Castle ligger 35 meter över havet.
Terrängen runt Totnes Castle är huvudsakligen platt, men åt sydost är den kuperad. Totnes Castle ligger nere i en dal. Runt Totnes Castle är det ganska tätbefolkat, med 93 invånare per kvadratkilometer. Närmaste större samhälle är Torquay, 13,0 km öster om Totnes Castle. Trakten runt Totnes Castle består i huvudsak av gräsmarker.